# Horst Kayser
Horst Kayser (* 1937 in Karlsruhe) ist ein deutscher Ingenieur und ehrenamtlicher Bahnaktivist. Auf seine Initiative geht die Entstehung des DGEG-Eisenbahnmuseums Neustadt/Weinstraße zurück, als dessen Leiter er Jahrzehnte lang fungierte. Darüber hinaus war er an der Umsetzung des Erhalts des Kuckucksbähnels als Museumsbahn beteiligt. Seit 2011 ist er Träger des Verdienstordens des Landes Rheinland-Pfalz.

## Leben
Kayser engagierte sich seit etwa 1970 für die Deutsche Gesellschaft für Eisenbahngeschichte, zunächst in einem Arbeitskreis in Ottenhöfen, dem Endpunkt der in Achern beginnenden Achertalbahn. Diese stand zunehmend vor dem Problem, den Bestand an historischen Eisenbahnfahrzeugen an  geeigneten Orten unterzubringen. Dabei wurde er auf den südlichen Lokschuppen des um 1960 aufgegebenen Bahnbetriebswerks Neustadt aufmerksam. Dieses mietete er von der Deutschen Bundesbahn an, nachdem diese zuvor schon Pläne hegte, ihn abzureißen. Daraus entwickelte sich schließlich das DGEG-Eisenbahnmuseum Neustadt/Weinstraße, der Lokschuppen steht heute unter Denkmalschutz. Zwischenzeitlich wurde Kayser zum Leiter des besagten Arbeitskreises. Darüber hinaus setzte er sich in den frühen 1980er Jahren für den Erhalt des Kuckucksbähnels als Museumsbahn ein. Zum Jahreswechsel 2010/2011 gab er die Leitung des Museums ab.
Kayser ist hauptberuflich Ingenieur, verheiratet und hat zwei Söhne. Er wohnt seit 1972 in Lindenberg.